# Natação nos Jogos Pan-Americanos de 1959
As competições de natação nos Jogos Pan-Americanos de 1959 foram realizadas em Chicago, Estados Unidos. Houve apenas provas em piscina olímpica (50m): oito para homens e oito para mulheres.
Nesta edição dos jogos, os americanos ganharam todos os ouros na natação.
O recorde mundial foi batido no revezamento 4x100m medley feminino, com um tempo de 4:44.6.

## Resultados

### Masculino
| Evento                        | Ouro                                                                      | Ouro    | Prata                                                                 | Prata   | Bronze                                                                      | Bronze  |
| ----------------------------- | ------------------------------------------------------------------------- | ------- | --------------------------------------------------------------------- | ------- | --------------------------------------------------------------------------- | ------- |
| 100 metros livre detalhes     | Jeffrey Farrell USA                                                       | 56.3    | Elton Follett USA                                                     | 57.2    | William Woolsey USA                                                         | 57.6    |
| 400 metros livre detalhes     | George Breen USA                                                          | 4:31.4  | George Harrison USA                                                   | 4:31.8  | Eugene Lenz USA                                                             | 4:34.9  |
| 1500 metros livre detalhes    | Alan Somers USA                                                           | 17:53.2 | George Breen USA                                                      | 17:55.0 | Gary Heinrich USA                                                           | 18:30.6 |
|                               |                                                                           |         |                                                                       |         |                                                                             |         |
| 100 metros costas detalhes    | Frank McKinney USA                                                        | 1:03.6  | Charles Bittick USA                                                   | 1:04.2  | Louis Schaeffer USA                                                         | 1:05.3  |
|                               |                                                                           |         |                                                                       |         |                                                                             |         |
| 200 metros costas detalhes    | Bill Mulliken USA                                                         | 2:43.1  | Kenneth Nakasone USA                                                  | 2:43.2  | Manuel Sanguily Cuba                                                        | 2:44.3  |
|                               |                                                                           |         |                                                                       |         |                                                                             |         |
| 200 metros borboleta detalhes | Dave Gillanders USA                                                       | 2:18.0  | Michael Troy USA                                                      | 2:18.3  | Eulalio Ríos Mexico                                                         | 2:22.5  |
|                               |                                                                           |         |                                                                       |         |                                                                             |         |
| 4x200 metros livre detalhes   | USA Estados Unidos Dick Blick Peter Sintz John Rounsavelle Frank Winters  | 8:22.7  | MEX México Raúl Guzmán Alfredo Guzmán Jorge Escalante Mauricio Ocampo | 8:56.4  | CAN Canadá Cameron Grout Edward Cazalet William Campbell Thomas Verth       | 9:00.4  |
| 4x100 metros medley detalhes  | USA Estados Unidos Frank McKinney Kenneth Nakasone Mike Troy Jeff Farrell | 4:14.9  | CAN Canadá Cameron Grout Bob Wheaton Steve Rabinovitch Peter Fowler   | 4:23.3  | MEX México Eulalio Ríos Alejandro Gaxiola Jorge Escalante Roberto Marmolejo | 4:25.0  |

### Feminino
| Evento                        | Ouro                                                                         | Ouro      | Prata                                                             | Prata  | Bronze                                                                  | Bronze |
| ----------------------------- | ---------------------------------------------------------------------------- | --------- | ----------------------------------------------------------------- | ------ | ----------------------------------------------------------------------- | ------ |
| 100 metros livre detalhes     | Chris von Saltza USA                                                         | 1:03.8    | Molly Botkin USA                                                  | 1:05.7 | Joan Spillane USA                                                       | 1:05.8 |
| 200 metros livre detalhes     | Chris von Saltza USA                                                         | 2:18.5    | Shirley Stobs USA                                                 | 2:22.9 | Joan Spillane USA                                                       | 2:23.0 |
| 400 metros livre detalhes     | Chris von Saltza USA                                                         | 4:55.9    | Sylvia Ruuska USA                                                 | 5:03.4 | Donna Graham USA                                                        | 5:03.5 |
|                               |                                                                              |           |                                                                   |        |                                                                         |        |
| 100 metros costas detalhes    | Carin Cone USA                                                               | 1:12.2    | Sara Barber Canada                                                | 1:12.3 | Christine Kluter USA                                                    | 1:12.4 |
|                               |                                                                              |           |                                                                   |        |                                                                         |        |
| 200 metros costas detalhes    | Anne Warner USA                                                              | 2:56.8    | Patty Kemper USA                                                  | 3:00.1 | Anne Brancroft USA                                                      | 3:01.3 |
|                               |                                                                              |           |                                                                   |        |                                                                         |        |
| 100 metros borboleta detalhes | Becky Collins USA                                                            | 1:09.5    | Nancy Ramey USA                                                   | 1:10.4 | Molly Botkin USA                                                        | 1:12.3 |
|                               |                                                                              |           |                                                                   |        |                                                                         |        |
| 4x100 metros livre detalhes   | USA Estados Unidos Molly Botkin Joan Spillane Shirley Stobs Chris von Saltza | 4:17.5    | CAN Canadá Margaret Iwasaki Helen Hunt Sara Barber Sandra Scott   | 4:31.9 | MEX México Blanca Barrón María Luisa Souza Gloria Botella Rebeca García | 4:37.0 |
| 4x100 metros medley detalhes  | USA Estados Unidos Carin Cone Anne Brancroft Becky Collins Chris von Saltza  | 4:44.6 WR | CAN Canadá Margaret Iwasaki Janice Shepp Sara Barber Sandra Scott | 4:58.7 | MEX México Blanca Barrón Eulalia Martínez Gloria Botella Rebeca García  | 5:18.7 |

## Quadro de medalhas
| Ordem | País               | Medalha de ouro | Medalha de prata | Medalha de bronze |    |
| ----- | ------------------ | --------------- | ---------------- | ----------------- | -- |
| 1     | USA Estados Unidos | 16              | 11               | 10                | 37 |
| 2     | CAN Canadá         |                 | 4                | 1                 | 5  |
| 3     | MEX México         |                 | 1                | 4                 | 5  |
| 4     | CUB Cuba           |                 |                  | 1                 | 1  |
| TOTAL | TOTAL              | 16              | 16               | 16                | 48 |